# Lapinsaari (ö i Finland, Norra Savolax, Nordöstra Savolax)
Lapinsaari är en ö i Finland. Den ligger i sjön Älänne och i kommunen Rautavaara i den ekonomiska regionen  Nordöstra Savolax ekonomiska region  och landskapet Norra Savolax, i den centrala delen av landet, 400 km norr om huvudstaden Helsingfors. Öns area är 13,7 hektar och dess största längd är 1,3 kilometer i nord-sydlig riktning.